# Comuna Jegălia, Călărași
Jegălia este o comună în județul Călărași, Muntenia, România, formată din satele Gâldău, Iezeru și Jegălia (reședința).

## Așezare
Comuna se află la aproximativ jumătatea drumului dintre Călărași și Fetești și este străbătută de șoseaua națională DN3B, care leagă cele două orașe. Satele Jegălia și Iezeru sunt despărțite de un iaz (de aici și numele unuia) peste care e construit un pod. Satul Gâldău este despărțit de Jegălia de o luncă, pe o distanță de circa 1 km. Spre sud de comuna Jegălia, la aproape un kilometru depărtare curge Brațul Borcea, braț al Dunării (între Borcea și Dunărea Veche, celălalt braț, se află Balta Ialomiței). Între Jegălia și Iezeru se află un canal de irigații săpat artificial și care este alimentat din Brațul Borcea, iar între partea sudică a comunei și Brațul Borcea sunt mlaștini și izlaz, iar în partea nordică sunt terenuri arabile (Bărăganul). La vest se află comuna Unirea (fosta Șocariciu), iar la est se află comuna Borcea, distanța dintre localități fiind relativ mică în această zonă.

## Demografie
Componența etnică a comunei Jegălia
     Români (95,18%)
     Alte etnii (0,21%)
     Necunoscută (4,61%)
Componența confesională a comunei Jegălia
     Ortodocși (94,63%)
     Alte religii (0,54%)
     Necunoscută (4,82%)
Conform recensământului efectuat în 2021, populația comunei Jegălia se ridică la 3.858 de locuitori, în scădere față de recensământul anterior din 2011, când fuseseră înregistrați 4.229 de locuitori. Majoritatea locuitorilor sunt români (95,18%), iar pentru 4,61% nu se cunoaște apartenența etnică. Din punct de vedere confesional, majoritatea locuitorilor sunt ortodocși (94,63%), iar pentru 4,82% nu se cunoaște apartenența confesională.

## Politică și administrație
Comuna Jegălia este administrată de un primar și un consiliu local compus din 13 consilieri. Primarul, Aurel Vasile[*], de la Partidul Național Liberal, este în funcție din 2012. Începând cu alegerile locale din 2024, consiliul local are următoarea componență pe partide politice:
|  | Partid                    | Consilieri | Componența Consiliului | Componența Consiliului | Componența Consiliului | Componența Consiliului | Componența Consiliului | Componența Consiliului | Componența Consiliului | Componența Consiliului |
|  | ------------------------- | ---------- | ---------------------- | ---------------------- | ---------------------- | ---------------------- | ---------------------- | ---------------------- | ---------------------- | ---------------------- |
|  | Partidul Național Liberal | 8          |                        |                        |                        |                        |                        |                        |                        |                        |
|  | Partidul Social Democrat  | 5          |                        |                        |                        |                        |                        |                        |                        |                        |

## Istorie
La sfârșitul secolului al XIX-lea, comuna făcea parte din plasa Borcea a județului Ialomița și avea în compunere satele Jegălia și Beilicu, populația lor totală fiind de 1713 locuitori. În comună existau o școală mixtă cu 90 de elevi, și două biserici. La acea vreme, pe teritoriul actual al comunei mai funcționa în aceeași plasă și comuna Gâldău, formată din satele Gâldău și Mereanu și având 809 locuitori, o școală mixtă cu 41 de elevi (dintre care 4 fete) și o biserică. Ambele comune se aflau pe moșia „Deleanca”, ce aparținuse mănăstirii Dealu și fusese secularizată în 1864.
În 1925, Anuarul Socec consemna cele două comune în plasa Fetești a aceluiași județ. Comuna Jegălia avea aceeași compoziție și 2329 de locuitori; comuna Gâldău avea doar satul de reședință cu o populație de 1301 locuitori.
În 1950, cele două comune au fost transferate la raionul Fetești din regiunea Ialomița, apoi (după 1952) din regiunea Constanța și (după 1960) din regiunea București. În 1964, satul Beilic a devenit Iezeru. Comunele au revenit la județul Ialomița (reînființat) în 1968, când comuna Gâldău a fost desființată și inclusă în comuna Jegălia. În 1981, o reorganizare administrativă regională a dus la transferarea comunei la județul Călărași.

## Monumente istorice
Două obiective din comuna Jegălia sunt incluse în lista monumentelor istorice din județul Călărași, ambele fiind clasificate ca monumente funerare sau memoriale și ambele aflându-se în satul Jegălia. Este vorba despre crucea de piatră datând din 1826 și aflată în curtea lui Mihai Tinca; și despre crucea de hotar datând din secolul al XIX-lea și aflată în curtea lui Gh. T. Manea.

## Personalități născute aici
- Grigore Arezanov (n. 1958), fotbalist.